# Uma Criatura Gentil
Uma Gentil Criatura (também traduzido como A dócil, em Portugal como Está Morta ou Está Morta!, e  em russo: Кроткая, Krotkaya), é uma novela escrita por Fiódor Dostoiévski, em 1876. 
Assim como O Sonho de um Homem Ridículo, Dostoiévski deu o subtítulo de "uma narrativa fantástica".
Trata-se da história do envolvimento amoroso do dono de  uma casa de penhores, um homem mais velho, com uma adolescente de 16 anos, com quem se casa e trava uma batalha silenciosa dia a dia, culminando em uma tragédia.
Apesar de apresentar diálogos entre os protagonistas, o texto é basicamente uma narrativa em primeira pessoa descrevendo os pensamentos do protagonista sobre seu relacionamento com sua jovem esposa. É um estilo muito próximo ao de Notas do Subterrâneo.